# Ilha Greenwich

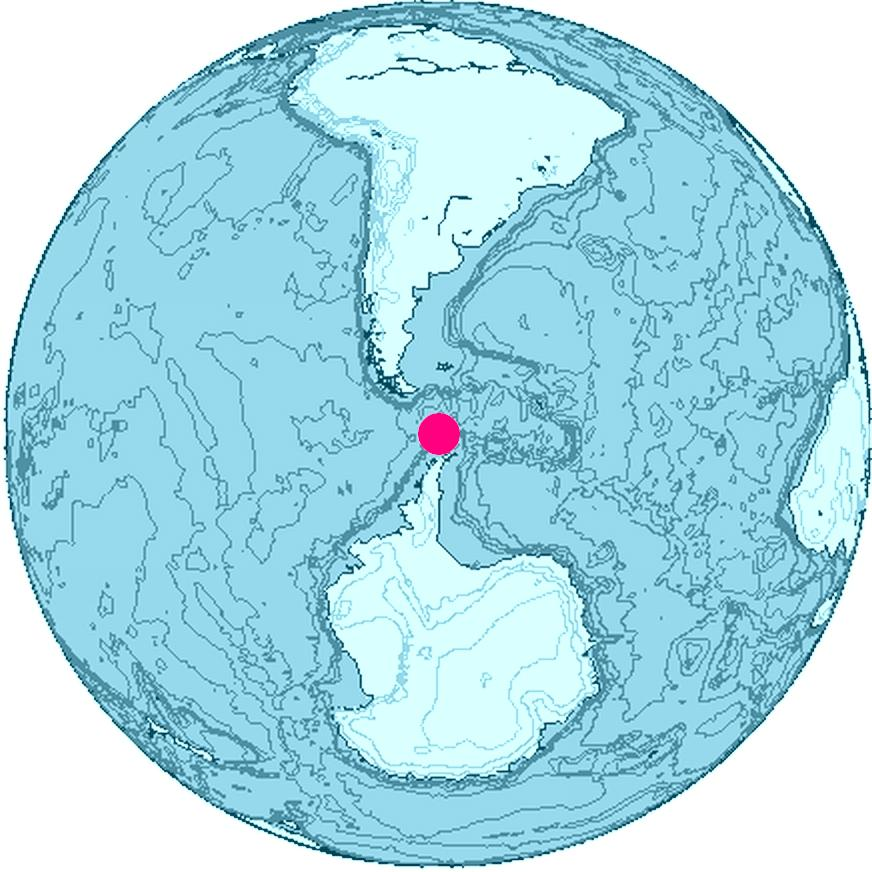
Localização

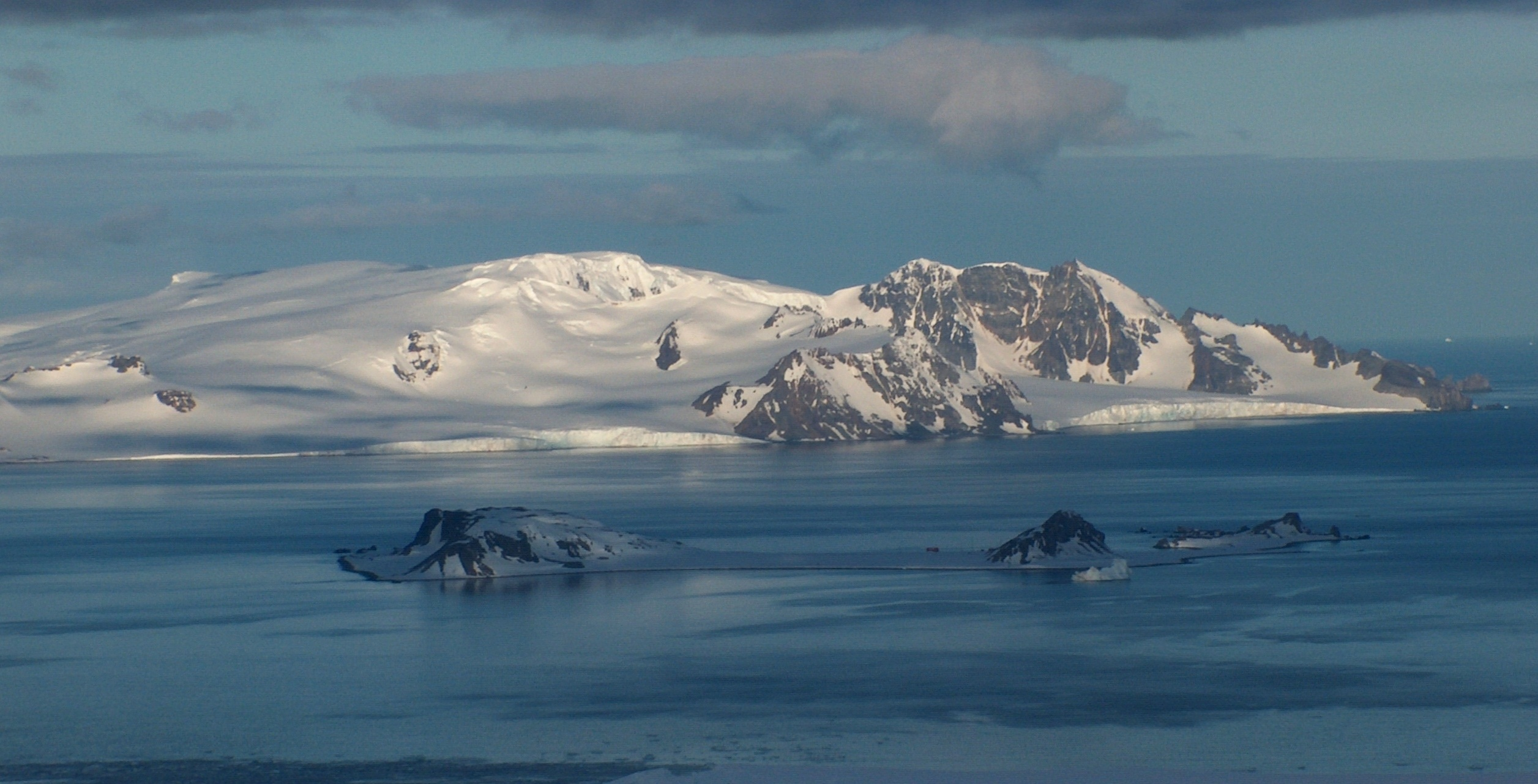
Montes Breznik

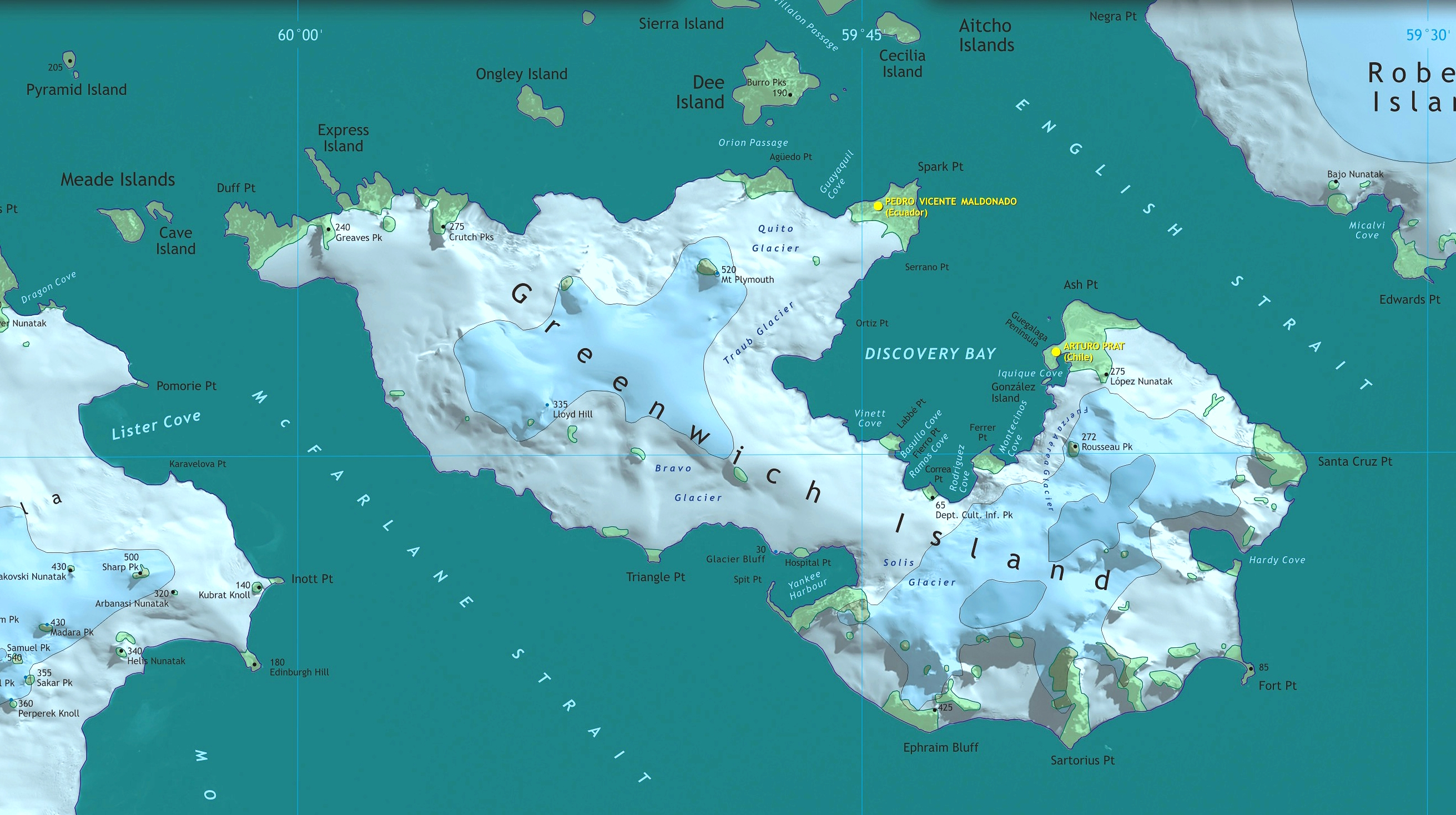
Ilha Greenwich

A ilha Greenwich (os nomes históricos variantes são ilha Sartorius e ilha Berezina) é uma ilha, situada entre a ilha Robert e a ilha Livingston, pertencente ao arquipélago das ilhas Shetland do Sul. O nome Greenwich é de data anterior a 1821, sendo que agora é utilizado internacionalmente.
A base chilena Arturo Prat e a base equatoriana Pedro Vicente Maldonado estão situadas a nordeste da costa da ilha.

## Mapa
- (em inglês) L.L. Ivanov et al, Antártica: Ilhas Livingston e Greenwich, Ilhas Shetland do Sul (do Estreito Inglês ao Estreito Morton, com ilustrações e distribuição das camadas de gelo), 1:100000 mapa de escala topográfica, Antarctic Place-names Commission of Bulgaria, Sofia, 2005